# 奇里波国家公园
奇里波国家公园是塔拉曼卡山脉中部的一座国家公园，位于哥斯达黎加最高峰奇里波峰的周边。在圣伊西德罗东北部大约30 km，当地太平洋岸边的生态系统具有重要意义。奇里波国家公园内有大量的动物、植物、菌类、昆虫等，其中有部分科学界正在研究。本国家公园的名称来源于哥斯达黎加的最高峰，海拔3,820米的奇里波峰。